# Kirchheim an der Weinstraße
Kirchheim an der Weinstraße là một đô thị on the German Wine Route thuộc huyện Bad Dürkheim, trong bang Rheinland-Pfalz, phía tây nước Đức. Đô thị Kirchheim an der Weinstraße có diện tích 145 km², dân số thời điểm ngày 31 tháng 12 năm 2006 là 1744 người.